# 2012 у Черкаській області
Стаття присвячена головним подіям Черкаської області у 2012 році.

## Ювілеї

### Видатних людей
- 3 грудня — 290 років від дня народження українського філософа, поета та педагога Григорія Сковороди. У с. Коврай на Золотонощині відкрито оновлений музей відомого філософа.[1]

### Річниці заснування, утворення

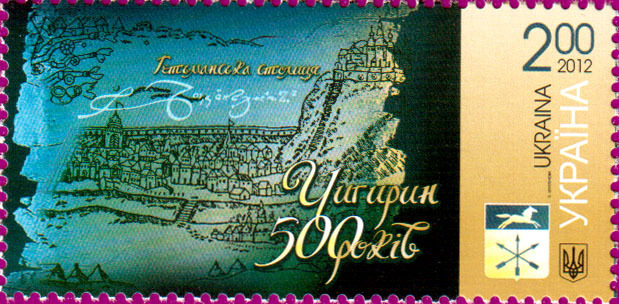
Поштова марка «Гетьманська столиця Чигирин. 500 років»

- 500 років з часу заснування м. Чигирин. Укрпошта з цієї нагоди випустила пам'ятну марку.
- 100 років від часу спорудження залізничного мосту через Дніпро біля м. Черкаси та налагодження прямого залізничного сполучення по магістралі Одеса — Бахмач.
- 100 років від часу спорудження садиби підприємця-грабаря Щербини (нині — Палац одруження) у м. Черкаси.
- 90 років Черкаському політехнічному технікуму.
- 50 років від часу заснування хімічного виробництва «Азот» у м. Черкаси.
- 50 років від часу заснування підприємства «Фотоприлад» у м. Черкаси.
- 50 років від часу відкриття Чигиринського історико-краєзнавчого музею (27 вересня)[2].
- 40 років від часу введення в дію Канівської ГЕС (25 вересня)
- 20 років від часу відкриття Черкаського художнього музею (9 березня).

## Події
- 29—30 квітня — на Чигиринщині, у Холодному Яру відбулося традиційне вшанування героїв Холодного Яру, на які зібралося близько 7 тисяч людей з різних куточків України[3].
- 22 липня через дощ з градом та шквалисті пориви вітру постраждали 14 населених пунктах Маньківського, Монастирищенського та Тальнівського районів — сталося часткове пошкодження близько 1100 дахів приватних будинків, повалені дерева, на полях пошкоджені посіви сільськогосподарських культур.[4]
- 17 вересня — на святкування єврейського нового року Рош Гашана в Умань прибуло понад 25 тис. хасидів із різних країн[5].
- 28 жовтня відбулися парламентські вибори за змішаною системою. У 194 виборочому окрузі (Придніпровський район м. Черкаси) та у 197 виборчому окрузі (Соснівський район м. Черкаси, Золотоніський, Канівський, Черкаський райони) згодом ЦВК визнала, що встановити результати виборів неможливо.[6]

### Спортивні події
- На Літніх Паралімпійських іграх черкащани здобули 4 нагороди: Юрій Царук здобув дві золотих медалі у легкій атлетиці, Василь Ковальчук — золото у стрільбі з пневматичної гвинтівки, Андрій Стельмах — бронзу в академічному веслуванні.[7]
- У Чемпіонаті України з футболу 2011—2012 у другій лізі «Славутич» посів 3-те місце у групі А.
- В Українській баскетбольній суперлізі сезону 2011—2012 Черкаські мавпи посіли 13-те місце[8].
- У Чемпіонаті Черкаської області з футболу 2012 року перемогла команда «Зоря» (Білозір'я), на другому місці — «Шпола-ЛНЗ-Лебедин» (м. Шпола), на третьому — «Уманьфермаш» (м. Умань).

## Нагороджено, відзначено
- Лауреатами Всеукраїнської літературної премії імені Василя Симоненка стали: у номінації «За кращу першу поетичну збірку» — Олена Гусейнова (Київ), збірка поезій «Відкритий райдер»; у номінації «За кращий художній твір» — Наталія Горішна (Черкаси), збірка поезій «Під сонцем серця»[9].
- Лауреатами обласної Краєзнавчої премії імені Михайла Максимовича стали — І. І. Сорокопуд (м. Канів) за книгу «Канів із глибин століть» та багаторічну краєзнавчу роботу; авторський колектив: П. Я. Степенькіна, С. П. Дремлюк, А. Г. Ніколаєнко, С. Ю. Степенькін за науково-популярне видання «Корсунь староденний»[10].
- Червонописький Сергій Васильович, уродженець м. Черкаси, отримав звання «Герой України».
- Криворучко Мар'яна Володимирівна, вчитель біології Смілянського НВК «Дошкільний навчальний заклад – загальноосвітня школа I-III ступенів  № 15» стала переможцем всеукраїнського конкурсу «Учитель року — 2012» в номінації «Біологія»

## Створено, засновано

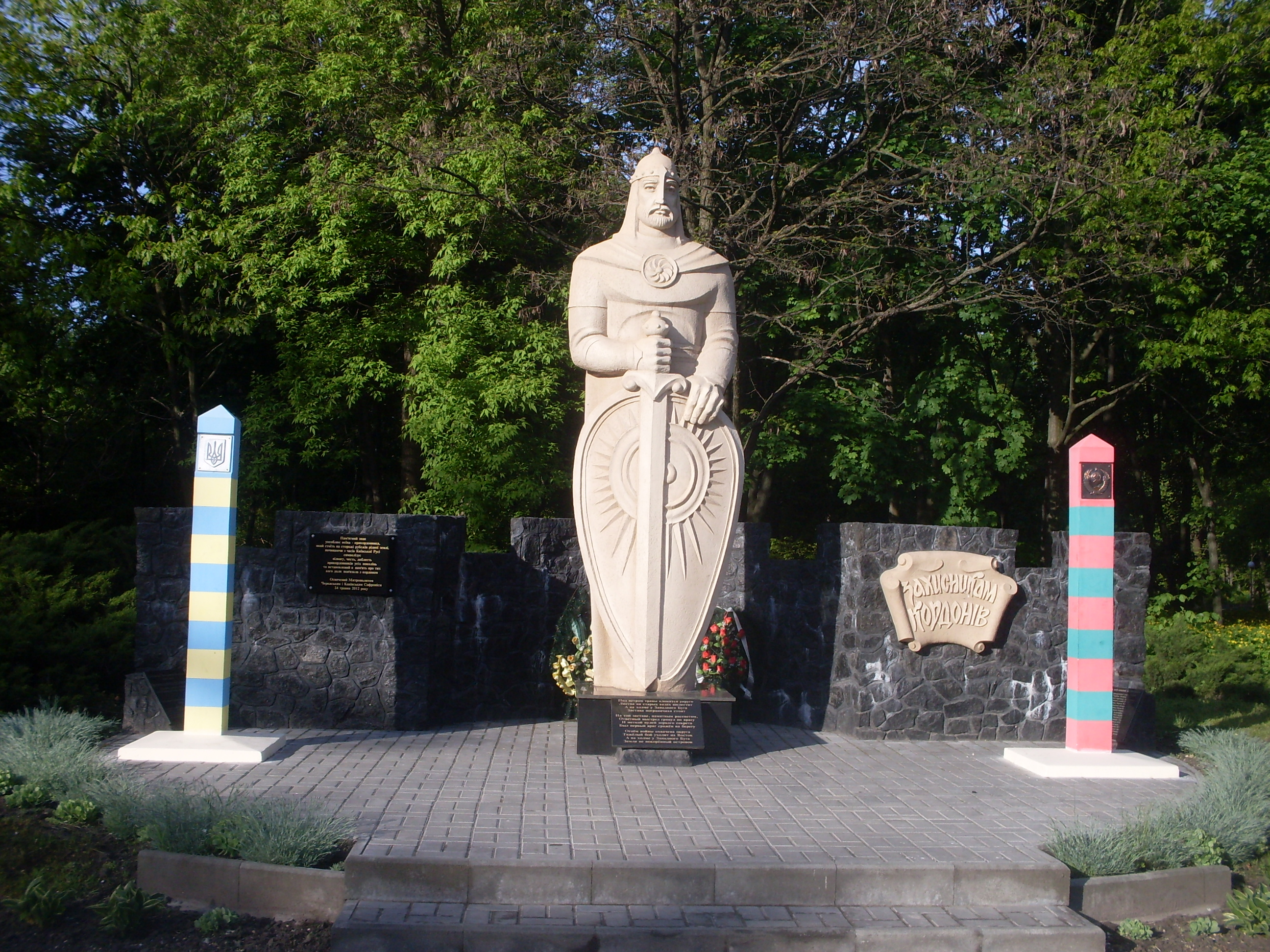
Пам'ятник «Прикордонникам усіх поколінь»

- 24 травня у м. Черкаси відкрито пам'ятник «Прикордонникам усіх поколінь» на честь захисників кордонів усіх часів[11].
- 8 червня у с. Білозір'я (Черкаський район) відкрито сучасний футбольний стадіон з відповідною інфраструктурою[12].
- 20 серпня у приміщенні Черкаського художнього музею відкрито меморіальний музей Данила Нарбута[13].

### Об'єкти прородно-заповідного фонду
- Гідрологічний заказник місцевого значення «Джумів».
- Заповідне урочище місцевого значення Гупалівщина.

## Померли
- 29 січня — Федоренко Борис Михайлович (1946—2012) — художник, живописець, уродженець Корсунь-Шевченківськогорайону,
- 2 березня — Яворський Едуард Никифорович (1928—2012) — музикознавець, Заслужений діяч мистецтв України, уродженець Катеринопільського району,
- 19 квітня — Недвига Григорій Миколайович (1947—2012) — політик, уродженець Городищенського району,
- 1 червня — Щерба Володимир Павлович (1934—2012) — журналіст, письменник і краєзнавець, уродженець Драбівського району,
- 25 серпня — Суховершко Григорій Володимирович (1927—2012) — політичний діяч, краєзнавець, журналіст, уродженець Драбівського району,
- 27 серпня — Голего Микола Лукич (1914—2012) — вчений-механік, член-кореспондент НАН України, уродженець м. Христинівки,
- 23 жовтня — Шпак Василь Дем'янович (1929—2012) — майстер декоративного мистецтва, заслужений майстер народної творчості УРСР, уродженець Лисянського району,
- 18 грудня — Царюк Андрій Васильович (1922—2012) — відмінник народної освіти УРСР, учасник Другої світової війни, уродженець Тальнівського району,
- 19 грудня — Плаксій Борис Іванович (1937—2012) — живописець, монументаліст, скульптор, уродженець м. Сміли.